# まなつ (バンド)
まなつ（マナツ）は、日本のロックバンド。
所属レーベルはCOCONOE RECORDS。
名前の由来はアリーがくるりを好きであったため、くるりのようにひらがな3文字にしようという考えに由来する。

## メンバー
- いたやボーイ（Ba,Vo）
- アリー（Gt, Cho）
- ほたて（Dr, Cho）[1]

## 来歴
2015年
9月、東京都町田市にて、いたやボーイとアリーの２人で始動。
2017年
6月15日 - ほたて加入（まなつ記念日）。
2020年
楽曲「あたたかくなった頃には」が2020年tvkプロ野球中継 横浜DeNAベイスターズ熱烈LIVE テーマソングに決定。
5月6日 - FM横浜から初冠番組「すれすれでいいじゃん!?」放送開始。
11月25日 - 全国流通盤1stフルアルバム『まなつのこれからのこと。』を発売。